# Cŵn Annwn
In der walisischen Mythologie waren die Cŵn Annwn [ku:n anʊn] die Hunde Annwns, des Königreichs der Unterwelt.

## Aussehen
Diese Hunde haben rote Ohren und weiße, gespenstische Körper, ähnlich den übernatürlichen Kühe aus einigen irischen Sagen. Sie waren Mitglieder der Wilden Jagd, geführt entweder durch Arawn, oder, in einigen späteren Mythen, Gwynn ap Nudd.

## Mythologie
In Wales wurden sie mit abwandernden Gänsen verglichen, vermutlich weil ihr Schreien in der Nacht an bellende Hunde erinnert. Arawn und die Jagdhunde werden manchmal von einem schrecklichen alten Weib, genannt Mallt-y-Nos (Matilda der Nacht) begleitet.
Einer dieser Hunde namens Drudwyn fing unter Mabon ap Modron den wilden Eber Twrch Trwyth.